# L'importante è non farsi notare
L'importante è non farsi notare è un film del 1979 diretto da Romolo Guerrieri, con protagoniste Le Sorelle Bandiera.

## Trama
Tre agenti segreti americani vengono inviati a Roma travestiti da donna, per scoprire i segreti di un biologo russo. In pericolo è il mondo intero. Sulla loro strada faranno capolino tre bellissime spie russe anch'esse alla ricerca della stessa persona: i tre agenti cercheranno di corteggiarle, ma poi si innamoreranno reciprocamente.

## Distribuzione
In Italia il film è stato distribuito al cinema a partire dal 22 settembre 1979.

## Colonna sonora
La colonna sonora del film, composta da Adriano Fabi, è stata eseguita dalle Sorelle Bandiera e dalla S.B. Orchestra. Esiste una sola edizione, pubblicata nel 1979 dalla CBS in formato LP con numero di catalogo 84042 e mai ristampata.
L'album contiene inoltre il precedente singolo delle Sorelle Bandiera, Fatti più in là, pubblicato nel 1978, sigla della trasmissione televisiva L'altra domenica.
Nello stesso anno è stato pubblicato inoltre un singolo in formato 7", sempre dalla CBS, con numero di catalogo CBS 8023, contenente le due tracce Rimmel & cipria, con testo di Enrica Bonaccorti, eseguito dalle Sorelle Bandiera, e All My Life, eseguito da Neil Hansen.

### Tracce
Musiche di Adriano Fabi.
1. S.B. Orchestra – L'importante è non farsi notare – 3:38
2. Le Sorelle Bandiera & Co. – Fatti più in là – 3:45
3. S.B. Orchestra – Enigma Disco – 3:16
4. Neil Hansen – All Of My Life – 3:43
5. Le Sorelle Bandiera & Co. – No, io non ci sto – 2:47
6. S.B. Orchestra – Spia...mi in un tango – 2:33
7. S.B Orchestra – L'importante è non farsi notare – 0:28
8. Le Sorelle Bandiera & Co. – Rimmel & Cipria – 2:18
9. S.B. Orchestra – Emergency – 1:30
10. S.B. Orchestra – All Of My Life – 0:46
11. S.B. Orchestra – All Of My Life – 4:47
12. S.B. Orchestra – Vodka & Lemon – 1:16
13. S.B. Orchestra – Valzer segreto – 2:37
14. S.B. Orchestra – Fancy – 2:53
15. S.B. Orchestra – Spy Boogie – 2:32
16. Le Sorelle Bandiera & Co. – Conga Bandiera – 3:19

Durata totale: 42:08